# Aleksander Michałowski (generał)
Aleksander Michałowski (ur. 15 kwietnia 1870 w Novo mesto, zm. 12 czerwca 1934 w Kołomyi) – lekarz weterynarii, tytularny generał brygady Wojska Polskiego

## Życiorys
Aleksander Michałowski urodził się 15 kwietnia 1870 roku w miejscowości Novo Mesto w Słowenii, która ówcześnie nazywała się Rudolfswerth. Był synem Stanisława i Emilii z Ernerów. Ukończył gimnazjum w Kołomyi i Akademię Weterynarii w Wiedniu. 1 października 1894 roku został urzędnikiem cesarskiej i królewskiej armii. W czasie I wojny światowej był naczelnym lekarzem weterynarii armii na froncie włoskim. W czasie służby w c. i k. Armii awansował na kolejne stopnie:
- wojskowego podlekarza weterynarii (niem. Militär-untertierarzt) - 1897[3],
- wojskowego lekarza weterynarii (niem. Militärtierarzt) - 1901[4],
- wojskowego starszego lekarza weterynarii (niem. Militärobertierarzt) - 1 listopada 1910[5].

1 listopada 1918 roku przyjęty został do Wojska Polskiego i przydzielony do Inspektoratu Koni w Dowództwie Okręgu Generalnego „Kraków”. 2 lutego 1919 roku został referentem weterynarii w tym dowództwie. 31 lipca 1919 roku został komendantem Okręgowego Szpitala Koni Nr 5 w Kobierzynie. 19 lipca 1919 roku otrzymał przeniesienie ze stanowiska pełniącego obowiązki inspektora weterynarii przy Głównym Kwatermistrzostwie WP do Dowództwa Okręgu Generalnego „Kraków” na stanowisko komendanta Szpitala dla Koni Nr 7. Na tym stanowisku 29 maja 1920 został zatwierdzony z dniem 1 kwietnia 1920 w stopniu pułkownika, w Korpusie Weterynaryjnym, w grupie oficerów byłej armii austriacko-węgierskiej.
1 marca 1922 roku został wyznaczony na stanowisko szefa weterynarii w Dowództwie Okręgu Korpusu Nr VI we Lwowie. 3 maja 1922 roku został zweryfikowany w stopniu pułkownika ze starszeństwem z dniem 1 czerwca 1919 roku i 8. lokatą w korpusie oficerów weterynaryjnych, grupa lekarzy weterynarii. Pełniąc służbę w DOK VI pozostawał oficerem nadetatowym Kadry Okręgowego Szpitala Koni Nr VI we Lwowie. 25 października 1925 roku został przydzielony do Komisji Remontów Nr 3 w Krakowie. Później znajdował się w dyspozycji dowódcy Okręgu Korpusu Nr VI. 5 lutego 1927 roku Prezydent RP mianował go generałem brygady, wyłącznie z prawem do tytułu, z dniem przeniesienia w stan spoczynku - 30 kwietnia 1927 roku. Osiadł we Lwowie. Zmarł 12 czerwca 1934 roku w Kołomyi.
Aleksander Michałowski był żonaty z Józefą Momidlowską, z którą miał córkę Marię (ur. 1912).